# Tunjiška Mlaka
Tunjiška Mlaka je zaselek v Občini Kamnik.
Zaselek Tunjiška Mlaka, skupaj z zaselki Tunjice, Laniše in delom Košiš, sestavlja večjo vas, ki se imenuje Tunjice.

## Izvor krajevnega imena
Iz ilovice, ki jo je v teh krajih na pretek, so nekoč izdelovali lončeno posodo. Ob izkopih za gradnjo hiš še danes ponekod naletijo na črepinje. Poleg tega pa je to gričevje okoli Tunjiške Mlake bogato fosilnih ostankov. Nekateri najdeni fosili, so stari 15 milijonov let.